# Nisida

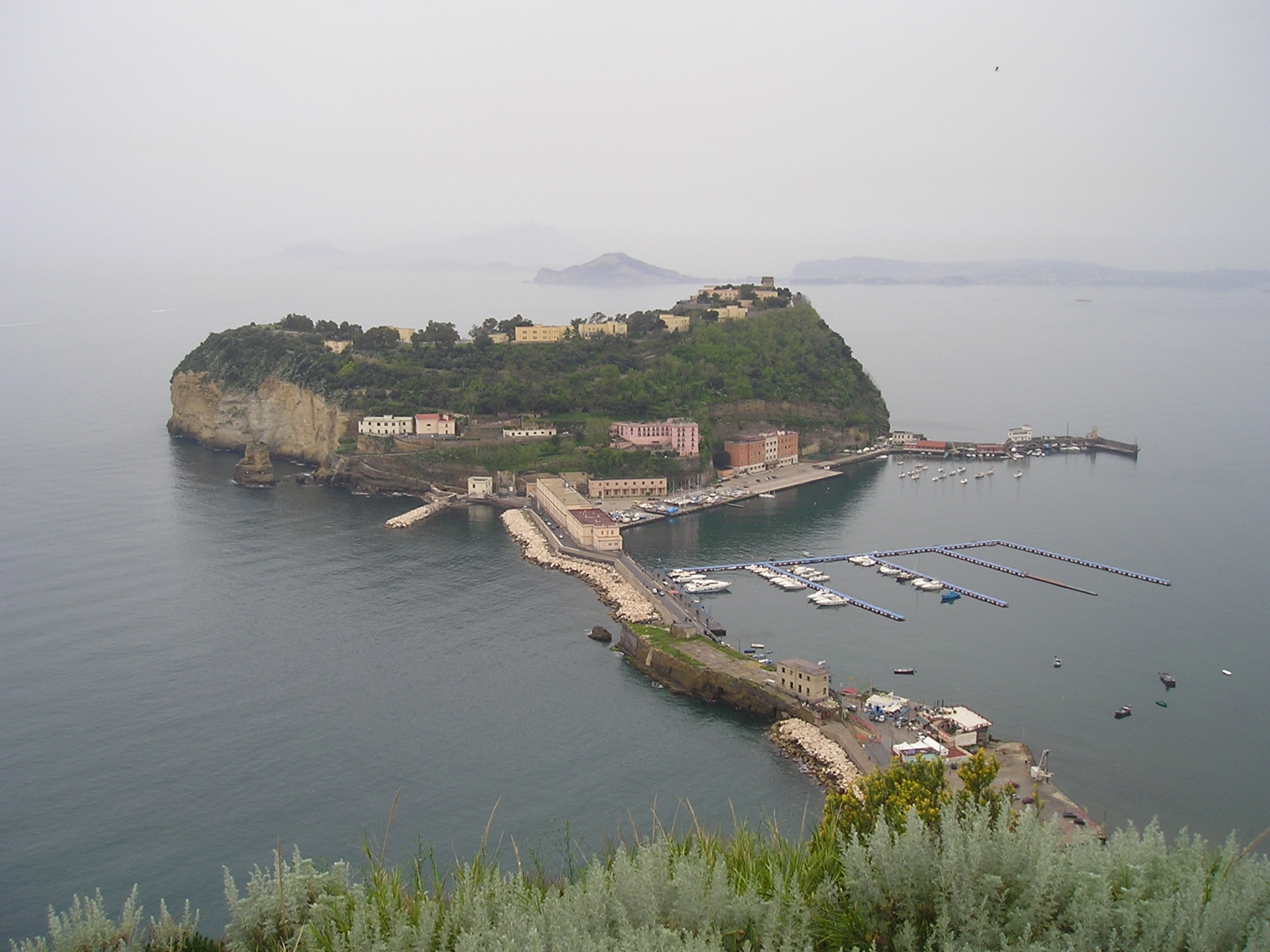
Het eiland Nisida vanuit Posillipo

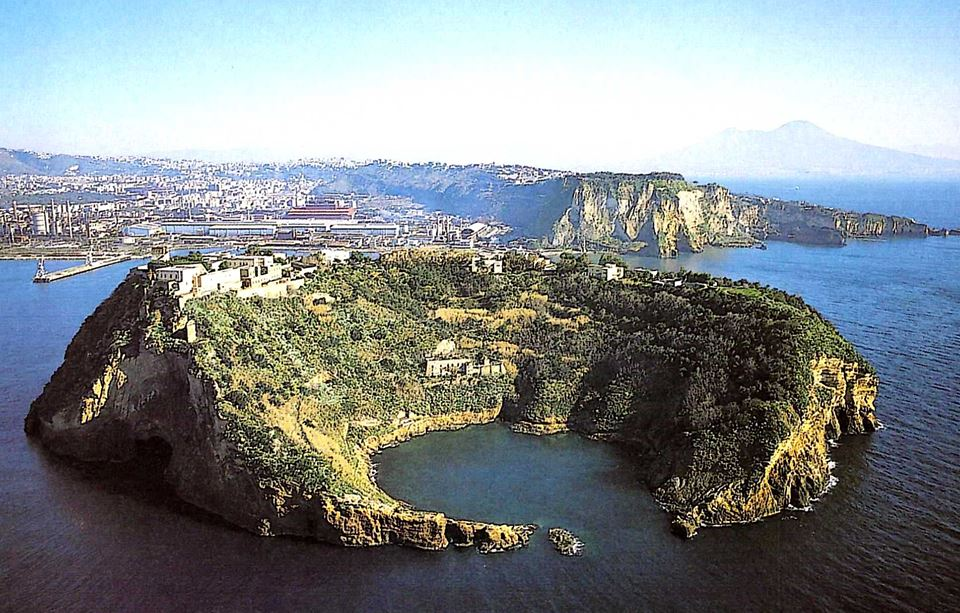
Zicht op de onderwaterkrater van Nisida

Nisida (Italiaans: Isola di Nisida) is een relatief klein Italiaans eiland van vulkanische oorsprong in de Golf van Napels. Het is een van de Flegreïsche Eilanden en behoort daarmee tot de Campanische Archipel.
Het eiland is cirkelvormig, met de vorm van een halve maan, met een diameter van circa 0,5 km. De cirkelvormige inham in het eiland is een overstroomde kratermonding die aan de zuidwestelijke kust de baai van Porto Paone vormt. Het hoogste punt van het eiland ligt op een hoogte van 109 meter boven de zeespiegel.
Nisida ligt op circa 500 meter van het Italiaanse vasteland en Kaap Posillipo, in het uiterst zuidwesten van Napels. Het maakt deel uit van de wijk Bagnoli en is ook vlak bij de residentiële wijk Posillipo gelegen. Het is sinds 1936 door een stenen brug/steiger met het vasteland verbonden. Het is echter niet publiek toegankelijk, omdat op het eiland een justitiële jeugddetentie-eenheid en een voormalige NAVO-basis gelegen zijn.
In de 1e eeuw v.Chr. liet Lucius Licinius Lucullus een villa op het eiland bouwen, daarin gevolgd door Marcus Junius Brutus. In de brieven van Marcus Tullius Cicero verwijst deze ernaar op het eiland Brutus bezocht te hebben. Porcia Catonis, echtgenote van Brutus, pleegde op het eiland zelfmoord na het nieuws van het overlijden op het slagveld van haar man. De villa van Lucullus behoorde later aan Publius Vedius Pollio. Het was het slagveld waar hij zijn slaven naar verluidt aan de murenen of lampreien voederde.
Het feit dat een deel van de oude bouwwerken, waaronder een Romeinse havenpier, onder water liggen, duidt erop dat het eiland voorwerp uitmaakte van bradyseïsme, kenmerkend voor het volledig gebied van de Campi Flegrei.
In de 19e eeuw, ten tijde van het koninkrijk der Beide Siciliën, bestond op het eiland een strafkamp voor rebellen en andere tegenstanders van het Bourbonregime. 
In de populaire cultuur werd het eiland bekend door de opera "L'ange de Nisida" uit 1839 van Gaetano Donizetti en de hit "Nisida""' van Edoardo Bennato uit 1982.